# Maslam (Sprache)
Maslam ist eine tschadische Sprache, welche in der Region Extrême-Nord in Kamerun sowie im Tschad nördlich der Hauptstadt N'djamena gesprochen wird.
Sie zählt zu den Kotoko-Sprachen und teilt sich in zwei Dialekte, das eigentliche Maslam sowie Sao auf. Ersterer wird in Maltam, einer Ortschaft etwa 25 km westlich von Kousséri, letzterer in Sahu gesprochen. Im Tschad sprechen die Dörfer Miskini und Blabli Maslam und die Dörfer Farcha-Milezi und Ngara-Mandju Sao.
Ethnologue listet die Sprache als „8a (sterbend)“, laut Henry Tourneux gab es im Jahre 2004 noch 250 Menschen, welche die Sprache beherrschten.
Eine lateinische Schrift für Maslam, welche im Jahr 1997 entwickelt wurde, befindet sich in experimentellem Gebrauch.